# Félix Ragon
Félix Ragon, auch  François-Philibert Ragon (* 1795 in Avallon; † 1872) war ein französischer Historiker.

## Werke (Auswahl)
- Elmesâbîh elmunîrah …: [Arabische Übersetzung des Werkes: Histoire générale des temps modernes.] von Mustafa Efendi, Bulak, 1850
- Essai de poésies bibliques, précédé d'une notice sur la littérature biblique en France depuis le milieu du seizième siècle jusqu'à nos jours, Paris: L. Colas, 1849
- Histoire générale des temps modernes, depuis la prise de Constantinople par les Turcs (1453), jusqu'a la fin de la guerre d'Amérique (1783), Paris: Colas, 1845
- Histoire générale du dix-huitième siècle, Paris (1836)